# Cautie (strafrecht)
De cautie is de mededeling aan een verdachte dat hij het recht heeft om te zwijgen.

## Bijzonderheden
Deze cautie is gebaseerd op het recht van verdachten om te zwijgen en zichzelf niet te incrimineren. Het doel ervan is te voorkomen dat een verdachte ongewild meewerkt aan zijn eigen veroordeling en is ten gunste van de waarheidsvinding. Zo is het namelijk belangrijk dat een verklaring in vrijheid is afgelegd. Wanneer deze vrijheid er niet is, bijvoorbeeld in de situatie dat de politie of een undercover-agent de verdachte te veel onder druk zet door met heel grote beloftes en dreigementen te komen, kan het voorkomen dat de verdachte een onjuiste verklaring afgeeft. Van een betrouwbare verklaring is sprake wanneer het voor de verdachte duidelijk is wat de gevolgen zullen zijn van zijn verklaring, en hij het dan alsnog op een intellectuele en rustige manier doet. 
Het recht om te zwijgen is niet hetzelfde als het recht om te liegen. Valse verklaringen en identiteitsbewijzen (identiteitsfraude) tijdens het opsporingsonderzoek kunnen de betrouwbaarheid in de rechtszaak schaden. Ook kunnen valse verklaringen ervoor zorgen dat de politie er meer bevoegdheden bij krijgt. Zo werd een man die zich om middernacht in een garage bevond gevraagd (dus geen bevoegdheid) naar zijn persoonsgegevens, toen de man drie keer had gelogen om zijn persoonsgegevens vond de politie dit dusdanig verdacht dat ze zijn identiteitsbewijs vorderde (wel een bevoegdheid). Deze gang van zaken vond de Hoge Raad toegestaan.
De cautie is in Europa een praktisch voortvloeisel uit artikel 6 van het Europees Verdrag voor de Rechten van de Mens (EVRM), waarin het recht van verdachten op een eerlijke procedure verankerd is. Het verdrag schrijft de cautie evenwel niet expliciet voor.
Het recht van een verdachte om te zwijgen, en ook het recht om zichzelf niet te hoeven incrimineren behoren tot de elementaire kenmerken van een eerlijke procedure, zoals bedoeld in het zesde EVRM-artikel. Deze rechten strekken tot bescherming van verdachten tegen onbehoorlijke dwang van de autoriteiten en kunnen daarom rechterlijke dwalingen voorkomen. Vooral het recht om zichzelf niet te incrimineren vooronderstelt dat de officier van justitie in een strafzaak het bewijsmateriaal verzamelt zonder zijn toevlucht te nemen tot methoden van onbehoorlijke dwang tegen de wil van de verdachte.
Het zwijgrecht is zelfs dubbel verankerd, omdat het behalve op het EVRM tevens kan stoelen op artikel 14.3.g van het Internationaal Verdrag inzake Burgerrechten en Politieke Rechten (IVBPR), dat bepaalt dat niemand kan worden gedwongen om tegen zichzelf te getuigen of een bekentenis af te leggen. Dit staat in de juridische praktijk bekend als het "verbod op zelfincriminatie" (nemo tenetur se ipsum accusare).
Naast het zwijgrecht brengt het recht op een eerlijke procedure eveneens met zich mee dat men recht heeft op juridische bijstand. Eventueel kan de verdachte, na overleg met de raadsman, besluiten alsnog te spreken. Wat de verdachte met de raadsman bespreekt valt onder diens verschoningsrecht en beroepsgeheim, en mag de raadsman dus zonder toestemming van de verdachte niet met derden delen.
In veel (Europese) landen kan men een grensgebied bemerken tussen strafrecht en bestuursrecht, waarin strafrechtelijke sancties bestuursrechtelijk afgehandeld worden (in Nederland bijvoorbeeld de Wet Mulder) of waarbij bestuursorganen boetes kunnen uitdelen of in nauwe samenwerking met justitie een strafvervolging starten (bijvoorbeeld in fiscaal recht en mededingingsrecht). Dergelijke bestuurlijke boetes kunnen in veel gevallen zelfs hoger zijn dan de strafrechtelijke boetes, hoewel bestuursorganen in principe geen vrijheidsstraf kunnen opleggen. Ook in deze situatie gelden bovengenoemde waarborgen, en dient een bestuursorgaan cautie te geven wanneer het iemand wil ondervragen en hierbij voornemens is deze (rechts)persoon een bestuurlijke boete op te leggen.

## Volgens land

### Nederland
In Nederland kunnen verklaringen van de verdachte die hij heeft afgelegd voordat hem de cautie werd gegeven niet meewerken voor het bewijs. Als de cautie ten onrechte niet is uitgesproken, zal de rechter nagaan of de verdachte door deze fout in zijn verdediging geschaad is. Zo ja, dan wordt het daarmee verkregen bewijs genegeerd.
Verklaringen die worden afgelegd vóórdat de persoon in kwestie aan te merken is als verdachte, kunnen weer wel als bewijsmateriaal gebruikt worden.
De cautieverplichting komt uit art. 29 lid 2 Wetboek van Strafvordering: "Voor het verhoor wordt de verdachte medegedeeld dat hij niet verplicht is tot antwoorden."
Tijdens het onderzoek naar de schuldigen aan de vuurwerkramp in Enschede zette justitie een undercoveragent in, die – zogenaamd als medegevangene – informatie van een verdachte probeerde te krijgen. Volgens de advocaat van de verdachte was dat een ongeoorloofd verhoor, omdat daarbij uiteraard niet de cautie was gegeven. Volgens de rechters van het gerechtshof van Arnhem was deze methode echter in principe geoorloofd. (De verdachte werd overigens vrijgesproken).
In de jaren dertig van de twintigste eeuw is de cautie uit dit artikel afgeschaft geweest.
Een typische cautie in Nederland is "U hoeft niet te antwoorden, maar..." of "U bent niet tot antwoorden verplicht, maar..." (steeds gevolgd door de eerste vraag van de opsporingsambtenaar).
Als een controlerende ambtenaar, bijvoorbeeld een inspecteur van de belastingdienst of medewerker van de sociale dienst, vragen stelt, is de burger over het algemeen verplicht om te antwoorden. Als deze ambtenaar hierdoor die burger gaat verdenken, moet hij een cautie geven. Er is dan sprake van een sfeerovergang (van de controlesfeer naar de opsporingssfeer).
De rechter heeft geoordeeld dat een schriftelijk verzoek om inlichtingen (bijvoorbeeld een formulier van een overheidsdienst) geen verhoor is. De ingevulde antwoorden kunnen gebruikt worden als bewijs, ook al is geen cautie gegeven.

#### Praktijkvoorbeeld
Een Belgische automobilist met zo'n 80 gram hennepproducten (hasj) in de auto kreeg in 2002 op de Antwerpseweg in Roosendaal een stopteken van een agent. (Daar in de buurt zijn veel coffeeshops). Toen de agent die hem had laten stoppen hem aansprak, rook hij marihuana en vroeg hij de inzittenden of zij drugs hadden gekocht. De politierechter concludeerde dat die vraag in feite een verhoor was, zodat de agent eerst de cautie had moeten geven. De verdachte werd daarom vrijgesproken, maar de rechter in hoger beroep vond dat dat verzuim voldoende gecompenseerd werd door er een voorwaardelijke straf van te maken. De verdachte werd veroordeeld tot €100 voorwaardelijk.

#### Jurisprudentie
Hieronder volgen enige vonnissen en arresten die richtinggevend zijn voor de interpretatie van de regels rond cautie:
- HR 04-03-1980, NJ 1980, 415 Herstel cautieverzuim
- HR 29-09-1981, NJ 1982, 258 Plastic boodschappentasje
- HR 01-10-1985, NJ 1986, 405 Antwoordkaart
- HR 23-12-1986, NJ 1987, 890 Cautie in bar

### België
In België heeft een verdachte, zoals in rechtsstaten in het algemeen, een zwijgrecht. Een verdachte heeft in België zelfs een liegrecht. Hiervan gebruik maken, mag niet leiden tot een strafverzwaring.
In België moeten bij de aanvang van een verhoor aan iedere ondervraagde (verdachte zowel als getuigen) een aantal rechten meegedeeld worden (artikel 47bis van het Wetboek van Strafvordering), onder andere dat
zijn verklaringen als bewijs in rechte kunnen worden gebruikt.
Deze bepaling is in 1998 in het Wetboek van Strafvordering opgenomen.
Daarenboven stelt artikel 28bis, § 3:
De procureur des Konings waakt voor de wettigheid van de bewijsmiddelen en de loyaliteit waarmee ze worden verzameld.
Die moet er dus op toezien dat niemand op een onbehoorlijke wijze er ingeluisd wordt.
Een voorstel om hierbij de cautieplicht in te voeren is niet in de wet opgenomen.

### Verenigde Staten

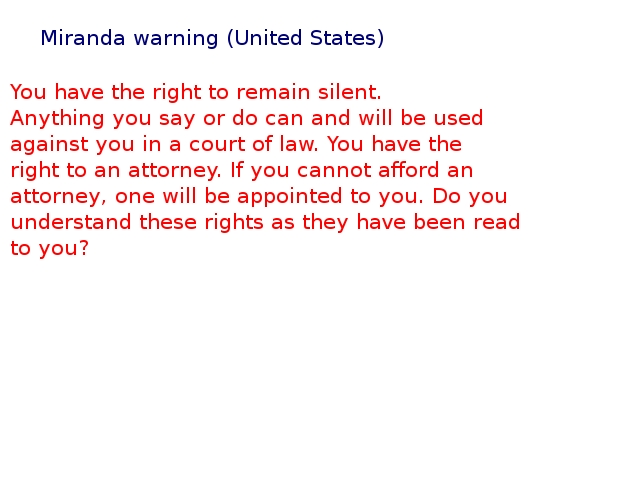
Typische Miranda warning

In de Verenigde Staten heet de cautie Mirandawaarschuwing (zie Miranda warning). Deze is gebaseerd op een arrest van het Hooggerechtshof, Miranda vs. Arizona. Hoewel Amerikaanse politiefilms en -series anders suggereren, wordt deze mededeling niet per se uitgesproken bij de arrestatie, maar aan het begin van een verhoor.
Hoewel de tekst van staat tot staat op kleinere punten kan verschillen, luidt een typische Miranda warning meestal als volgt:
"You have the right to remain silent. Should you waive that right, anything you say can be held against you in the court of law. You have the right to speak to an attorney. If you cannot afford an attorney, one will be appointed for you. Do you understand these rights as they have been read to you?"
Of in het Nederlands vertaald:
"U hebt het recht om te zwijgen. Indien u geen gebruik maakt van dit recht, kan alles wat u zegt tegen u worden gebruikt in een rechtszaak. U hebt recht op een advocaat. Indien u zich geen advocaat kunt permitteren, zal er u een worden toegewezen. Begrijpt u deze rechten zoals ze u zijn medegedeeld?"
Soms wordt de verdachte (met name in grensstaten) tevens gevraagd of hij een Amerikaans staatsburger is. Zo niet, dan wordt hem erop gewezen dat hij contact mag opnemen met het consulaat van zijn land alvorens antwoord op eventuele vragen te geven.
Na deze mededeling dient de verdachte te antwoorden op de vraag of hij zijn rechten heeft begrepen. Wanneer deze de Mirandawaarschuwing niet begrijpt dient de ondervrager deze te herhalen en eventueel uit te leggen. Als de verdachte de vraag met 'ja' antwoordt en dus aangeeft zijn rechten begrepen te hebben, zal hem vervolgens gevraagd worden of hij toch antwoord op de vragen wil geven. Wanneer de verdachte met 'nee' antwoordt, is het verhoor direct afgelopen en kan de verdachte niet meer ondervraagd worden tot hij zijn zwijgrecht alsnog opgeeft, al dan niet na overleg met een advocaat. Ook indien de verdachte om een advocaat vraagt mag men hem niet meer verder ondervragen tot deze is gearriveerd.

### Duitsland
Volgens de Duitse Strafprozessordnung StPO moet een verdachte bij het eerste gerechtelijke verhoor worden verteld waar hij van verdacht wordt en moet hij erop worden gewezen op het recht te spreken of te zwijgen en op het recht eerst een advocaat te raadplegen. (§ 136 StPO erste Vernehmung).

### Luxemburg
In Luxemburg heeft een verdachte in principe zowel zwijgrecht als het recht op een advocaat. Dit wordt echter zeer eng geïnterpreteerd en toegepast: men heeft recht op een advocaat maar deze krijgt in principe niet de kans om van tevoren met de verdachte ruggespraak te plegen of deel te nemen aan het gesprek: hij mag feitelijk weinig meer dan aan tafel aanzitten. Dit is het land op kritiek komen te staan.

### Engeland en Wales
In Engeland en Wales moet een verdachte de volgende waarschuwing krijgen:
You do not have to say anything. But it may harm your defence if you do not mention when questioned something which you later rely on in court. Anything you do say may be given in evidence.
(in het Nederlands: U hoeft niets te zeggen. Maar het kan uw verdediging schaden als u desgevraagd iets niet meldt waar u zich later bij de rechtbank op beroept. Alles wat u wel zegt kan als bewijs dienen.)